# Ermenegildo Volpi
Ermenegildo Volpi (Padova, 19 giugno 1917 – ...) è stato un calciatore italiano, di ruolo attaccante.

## Carriera
Giocò nel Tita Fumei di Padova e nel Rovigo. Nella stagione 1939-1940 giocò in Serie A con il Bari; militò anche nell'Arezzo.